# بخش سن-گودان
بخش سن-گودان (به فرانسوی: Arrondissement de Saint-Gaudens) یک بخش در فرانسه است که در اوت-گارون واقع شده‌است.